# Macropeza calcipennis
Macropeza calcipennis är en tvåvingeart som först beskrevs av John William Scott Macfie 1939.  Macropeza calcipennis ingår i släktet Macropeza och familjen svidknott.
Artens utbredningsområde är Sierra Leone. Inga underarter finns listade i Catalogue of Life.